# Too Much (cântec de Spice Girls)
Too Much este un single al formației britanice Spice Girls aflat pe albumul Spiceworld.